# Pseudonortonia barbara
Pseudonortonia barbara är en stekelart som beskrevs av Giordani Soika 1992. Pseudonortonia barbara ingår i släktet Pseudonortonia och familjen Eumenidae. Inga underarter finns listade i Catalogue of Life.